# Bùi Ngọc Tấn
Bùi Ngọc Tấn (1934 – 18 tháng 12 năm 2014) là một nhà văn Việt Nam, nổi tiếng với cuốn sách Chuyện kể năm 2000. Ông cũng được Giải B văn xuôi (không có giải A) giải thưởng Hội Nhà văn Việt Nam 2004 cho tập ký chân dung Rừng xưa xanh lá, và Giải Henri Queffenlec (Pháp) năm 2012 cho tác phẩm Biển và chim bói cá.

## Tiểu sử
Bùi Ngọc Tấn sinh năm 1934. Quê ông ở làng Câu Tử Ngoại, nay thuộc xã Quang Trung, thành phố Thủy Nguyên, thành phố Hải Phòng. Ông bắt đầu viết văn, viết báo từ 1954. Bùi Ngọc Tấn có sáng tác in ở các nhà xuất bản: Văn học, Lao động, Thanh niên, Phổ thông,… khi mới ngoài hai mươi tuổi.
Trước khi viết văn, ông là phóng viên báo Tiền Phong ở Hà Nội, viết với bút danh Tân Sắc.
Sau đó, năm 1959, ông trở về quê và làm biên tập viên báo Hải Phòng Kiến thiết. Để có thể nuôi gia đình 6 người, ông tập trung viết báo. Ông có mối quan hệ thân thiết với nhà văn Nguyên Hồng và Bí thư Thành ủy Hoàng Hữu Nhân, người quan tâm đến giới văn nghệ sĩ và đã giúp đỡ ông lúc khó khăn sau này.
Bùi Ngọc Tấn từng bị tập trung cải tạo 5 năm (1968 – 1973) theo đài RFA về tội "Xét lại, chống Đảng", mà không được xét xử. Theo ông thì người hạ lệnh bắt ông, cũng như đuổi vợ ông khỏi trường Đại học trong thời gian ông bị cải tạo, ngăn chặn ông đi làm sau khi ra tù là giám đốc công an thành phố Hải Phòng Trần Đông. Khi bị bắt giữ, ông cũng bị tịch thu hơn nghìn trang bản thảo và sau này không được trả lại. Theo nhà văn Vũ Thư Hiên viết tưởng niệm thì ông không dính líu gì đến chính trị, nhưng bị bắt chỉ vì chơi với ông Hồng Sĩ. Từ khi được xóa án, sau hai năm thất nghiệp, Bùi Ngọc Tấn được tổng cục trưởng Tổng cục Thủy sản Hoàng Hữu Nhân xếp vào làm nhân viên theo dõi thi đua khen thưởng ở Liên hiệp Xí nghiệp Đánh cá Hạ Long. Trong khoảng thời gian làm công việc này từ 1974 đến 1994, ông trở thành một "người ẩn dật" với văn chương, ngừng viết trong khoảng thời gian 20 năm này. Theo đài RFA, trong thời gian đó "ông không được phép viết lách gì, ngay cả nhật ký cũng thường xuyên bị công an văn hóa xét nhà, lục lọi tịch thu..."
Ông trở lại với bạn đọc qua bài "Nguyên Hồng, thời đã mất" đăng trên tạp chí Cửa biển tại Hải Phòng năm 1993.
Ngày 18/12/2014 ông mất tại nhà con trai mình (anh Bùi Ngọc Hiến) ở Hải Phòng sau một thời gian bị bệnh phổi nặng.
Tang lễ của ông được tổ chức vào ngày 20 tháng 12 năm 2014.

## Chuyện kể năm 2000
Chuyện kể năm 2000 được xem là tác phẩm nổi tiếng nhất của ông, được sự chú ý của quốc tế và đã được dịch ra tiếng Anh, Đức và Pháp (Conte pour les siècles à venir). Theo tổ chức Phóng viên không Biên giới (RSF), câu chuyện 600 trang về người tù mang tên Tuấn mô tả lại cách "chính quyền Việt Nam trấn áp trí thức". Chính vì vậy mà "Chuyện kể năm 2000" vừa in tháng 2 năm 2000 thì ngày 16 tháng 3 bộ Văn hóa – Thông tin đã ký quyết định số 395, đình chỉ, thu hồi và tiêu hủy cuốn này do nhà xuất bản Thanh Niên ấn hành.

## Tác phẩm
| - Mùa cưới - Ngày và đêm trên Vịnh Bái Tử Long, phóng sự - Đêm tháng 10 - Người gác đèn cửa Nam Triệu, truyện ký - Nhật ký xi măng - Nhằm thẳng quân thù mà bắn - Thuyền trưởng, truyện vừa, cuối thập niên 1970 (ký tên Châu Hà) - Nguyên Hồng, thời đã mất, 1993 |  | - Một thời để mất, hồi ký, 1995 - Một ngày dài đằng đẵng, tập truyện ngắn - Những người rách việc, tập truyện ngắn, 1996 - Chuyện kể năm 2000, tiểu thuyết, 2000 - Rừng xưa xanh lá, ký chân dung, 2004 - Kiếp chó, tập truyện ngắn, 2007 - Biển và chim bói cá, tiểu thuyết, 2008 - Viết về bè bạn, ký, 2012 (in gộp Rừng xưa xanh lá, Một thời để mất và phụ lục) |  |  |

## Giải thưởng văn chương
- Bùi Ngọc Tấn đã nhận được giải thưởng văn học Nguyễn Bỉnh Khiêm (Hải Phòng), giải thưởng của báo Văn nghệ, tạp chí Văn nghệ quân đội, Bộ Văn hoá, Nhà xuất bản Hội Nhà văn.
- Giải Henri Queffenlec (Pháp) năm 2012 cho tác phẩm Biển và chim bói cá, viết dựa trên những gì ông trải nghiệm trong khi làm việc tại một xí nghiệp thủy sản.[17].
- Giải B văn xuôi (không có giải A) giải thưởng Hội Nhà văn Việt Nam 2004 cho tập ký chân dung Rừng xưa xanh lá[1].

## Nhận xét
- Nhà văn Nguyên Ngọc[15]:

| “ | Sự bình tĩnh, nhân hậu của ngòi bút anh cho thấy đức dũng cảm ở con người của anh cao cả biết dường nào. | ” |